# Перфильев, Борис Васильевич
Борис Васильевич Перфи́льев (1891—1969) — советский учёный-микробиолог, гидробиолог, лимнолог, основоположник капиллярной микроскопии.

## Биография
Сын Василия Власьевича Перфильева — губернатора Камчатской области.
В 1916 окончил естественное отделение Петроградского университета.
Ассистент (1919—1926), доцент кафедры ботаники (1926—1940), профессор ЛГУ им. А. А. Жданова (1940—1952); заведующий (1919—1934), директор (1934—1950) Бородинской биологической станции в Карелии (Кончезеро); заведующий Лабораторией капиллярной микроскопии АН СССР (1941—1948); заведующий группой микрофациального анализа при Лаборатории гидрогеологических проблем АН СССР им. Ф. П. Саваренского, впоследствии при Институте цитологии АН СССР (1952—1967).
Доктор биологических наук (1934). Действительный член Германского ботанического общества (1927).
Научные труды (227 публикаций за 1912—1969) посвящены низшим растительным организмам, их роли в геологических процессах, иловедению и капиллярным методам изучения микроорганизмов.
Описал 3 новых рода и 3 новых порядка микроорганизмов.
Сталинская премия (1941) за научную работу «Новые принципы и методы капиллярной микроскопии». Ленинская премия (1964) за книгу «Капиллярные методы изучения микроорганизмов», М.‒ Л., 1961 (совместно с Д. Р. Габе). Награждён медалью.

## Семья
Проживал по адресу: ул. Зверинская, д. 40, кв.15.
Первая жена (с ноября 1918 г.) — врач Мария Васильевна Зеленкова (1892 г.р.). Сотрудник Бородинской биологической станции и государственного Гидрологического института. Брак был расторгнут в 1938 году.
Вторая жена (с 1940-х гг.) — микробиолог Дина Руфиновна Габе (1912—1982).